# Craig y Llyn
Craig y Llyn är ett stup i Storbritannien.   Det ligger i riksdelen Wales, i den södra delen av landet, 240 km väster om huvudstaden London. Craig y Llyn ligger 485 meter över havet.
Terrängen runt Craig y Llyn är huvudsakligen lite kuperad. Craig y Llyn ligger uppe på en höjd. Runt Craig y Llyn är det tätbefolkat, med 591 invånare per kvadratkilometer. Närmaste större samhälle är Rhondda, 11,4 km sydost om Craig y Llyn. I omgivningarna runt Craig y Llyn växer i huvudsak blandskog.